# Maria Anna Calabretta Manzara
Maria Anna Calabretta Manzara, nata Calabretta (Chiaravalle Centrale, 24 novembre 1929 – Roma, 24 novembre 2019), è stata una funzionaria e politica italiana.

## Biografia

### Elezione a deputato
Viene eletta deputata alle elezioni politiche del 1994 nella circoscrizione Calabria per il Partito Popolare Italiano.